# Unionen (Italien)
Unionen (italienska: L'Unione) var en italiensk valallians mellan center-vänsterpartier som bildades den 10 februari 2005 och upplöstes den 8 februari 2008. Alliansen leddes av Romano Prodi, som var Italiens premiärminister 2006 till 2008. Unionen ersatte Olivträdsalliansen som de italienska center-vänsterpartiernas valallians, men innefattade också mer radikala vänsterpartier.
Unionen vann valet 2006 med knapp majoritet över Silvio Berlusconis valallians Frihetens hus. Som ett resultat upplöstes Frihetens hus, samtidigt som Romano Prodi ersatte Silvio Berlusconi som premiärminister. Vid valet 2008 förlorade dock Unionen tillbaka makten till Silvio Berlusconis allians, som ombildats till Frihetens folk.

## Deltagande partier
- Demokratiska partiet (PD) (bildat av Vänsterdemokraterna (DS) och Prästkragen (DL))
- Partito della Rifondazione Comunista (PRC)
- Federazione dei Verdi (Verdi)
- Italienska kommunisternas parti
- Radicali Italiani (RI)
- Italia dei Valori (IdV)
- Socialisti Democratici Italiani (SDI)
- Popolari UDEUR
- I Socialisti Italiani
- Partito Pensionati (lämnade Unionen den 20 november 2006 till förmån för Frihetens hus)